# Realme 5 Pro
Realme 5 Pro es un teléfono inteligente del fabricante chino Realme, lanzado en 2019. Este modelo viene con una mejora significativa con respecto a su predecesor Realme 3 Series.

## Especificaciones

### Hardware
El Realme 5 Pro funciona con el procesador octa-core Qualcomm Snapdragon 712 AIE (2 × 2,3 GHz Kryo 360 Gold y 6 × 1,7 GHz Kryo 360 Silver) y la GPU Adreno 616.
La batería es de 4035 mAh; en la caja se incluye un cargador rápido VOOC 3.0 de 20 W (5 V/4 A).
El dispositivo tiene 4, 6 u 8 GB de RAM con 64 GB o 128 GB de almacenamiento interno.

#### Cámara
Realme 5 Pro tiene cuatro cámaras traseras. La cámara principal es un sensor de 48MP que puede grabar video 4K. La segunda cámara es un sensor de 8MP con ángulo de visión ultra amplio. Los otros dos sensores son de 2 MP: un sensor ayuda a capturar imágenes macro, mientras que el otro ayuda a capturar imágenes de retrato. Ambos tienen una apertura de f/2.0 y pueden grabar video Full HD.

### Software
Realme 5 Pro ejecuta ColorOS 6, con características como Game Assist, Game Space, modos de conducción inteligente y aplicaciones de clonación. El software también incluye la certificación DRM L1 y admite la transmisión HD desde aplicaciones como Netflix y Prime Videos.